# アンデシュ・ハンセン
アンデシュ・ハンセン（Anders Hansen、1974年1月24日 - ）は、スウェーデンの精神科医、作家。

## 概要
ストックホルムのトゥンバ教区に生まれる。
ストックホルム商科大学とカロリンスカ研究所で医学を学ぶ。ストックホルム経済大学で経済学の学士号も取得する。
2019年～2023年に、スウェーデンのSVT Playで制作された科学番組『Din hjärna』(your brain)の脚本、司会を務めた。
著書は、アメリカ、中国、日本、韓国、ドイツ、フランス、スペイン、イタリア、イギリス、ブラジルを含む37カ国で販売されている。

## 活動
若者の健康増進のために活動するスウェーデンの非営利団体Generation Pepのアンバサダーを務めている。
スウェーデンの医学雑誌などに、医学研究や医薬品に関する記事を2000件以上寄稿。『科学の世界』などのテレビやラジオ、講演で情報を発信している。

## 人物
週に5日、45分以上の運動として、テニス、サッカー、ランニングに取り組んでいる。

## 著書

### 単著
- 『一流の頭脳』御船由美子（訳）、サンマーク出版、2018年
  - 改題『運動脳』御船由美子（訳）、サンマーク出版、2022年
- 『スマホ脳』久山葉子（訳）、新潮社、2020年
- 『最強脳 ―『スマホ脳』ハンセン先生の特別授業』久山葉子（訳）、新潮社、2021年
- 『ストレス脳』久山葉子（訳）、新潮社、2022年
- 『多動脳 ADHDの真実』久山葉子（訳）、新潮社、2025年

### 共著
- 『自由の奪還 全体主義、非科学の暴走を止められるか』ロルフ・ドべリ他7名との共著、PHP研究所、2021年
- 『脱スマホ脳かんたんマニュアル』マッツ・ヴェンブラードとの共著、久山葉子（訳）、2023年
- 『メンタル脳』マッツ・ヴェンブラードとの共著、久山葉子（訳）、2024年